# 雷東杜角
65°12′S 64°6′W / 65.200°S 64.100°W
雷東杜角（英語：Redondo Point），是南極洲的海岬，位於葛拉漢地的葛拉漢海岸，處於布朗夏爾嶺以西，由美國南極名稱諮詢委員命名，現時由南極條約體系管理。